# Agobard
Agobard von Lyon, auch Agobardus, Agobert, Agobald und Agabo (* um 769 in Spanien; † 6. Juni 840 in der Saintonge), war einer der gelehrtesten Prälaten seiner Zeit und Erzbischof von Lyon von 816 bis 840.
Agobard zählte zu den wichtigsten Kirchenmännern während der Regierungszeit von Ludwig dem Frommen und beteiligte sich an allen wichtigen den Staat und die Kirche betreffenden Fragen seiner Zeit. Er war als Autor von theologischen, philosophischen und politischen Schriften ein wichtiger Vertreter der karolingischen Renaissance und einer der maßgeblichsten Gegner des Judentums im 9. Jahrhundert.

## Leben
Obwohl Agobard in den Quellenschriften seiner Zeit häufig genannt wird, stammt das Wissen über sein Leben und Wirken vorrangig aus seinen eigenen Schriften. Über seine Familie und Jugend ist wenig bekannt, dem Namen nach könnte Agobard allerdings fränkischer oder burgundischer Herkunft gewesen sein. Geboren wurde er nach den häufigsten Angaben entweder im Jahr 769 oder 779 in Septimanien oder Spanien. Er kam in jungen Jahren nach Frankreich, wo er eine Zeit lang in Narbonne gelebt haben soll, bis er um etwa 800 nach Lyon ging.

### Kirchliche Laufbahn
In Lyon wurde er circa 804 zum Priester geweiht und wurde im Jahr 813 Chorbischof. Nach dem Tod von Erzbischof Leidrad von Lyon trat er 816 dessen Nachfolge an. Als Erzbischof führte Agobard die von seinem Vorgänger begonnene kirchliche Reformpolitik im Sinne von Karl dem Großen und Ludwig dem Frommen weiter und erneuerte das wissenschaftliche Leben in Lyon. Außerdem beteiligte er sich auch außerhalb seines Bistums aktiv an den politischen und kirchlichen Fragen seiner Zeit. So predigte Agobard in seinen Schriften entschieden gegen den Aberglauben an Zauberei und Wetterbeschwörung sowie gegen die Gottesurteile durch Feuer und Wasser. Außerdem lehnte er der Synode von Frankfurt entsprechend den Adoptianismus und die Ikonenverehrung, darüber hinaus aber auch die Heiligen- und Engelverehrung ab. Was die Beziehung zwischen Staat und Kirche anbelangte, unterstützte er vehement die Position seines Standes und forderte den Vorrang der geistlichen vor der weltlichen Gewalt, entsprechend dem Grundsatz: Wer wider die Kirche handelt, versündigt sich gegen Gott. Dabei galt für Agobard der Papst allerdings nur insofern als Autorität in der Kirche, als er sich im Einklang mit der fränkischen Reichskirche befand und dieser als Organ diente. Diese Auffassungen vertrat Agobard sowohl in seinen Schriften als auch in seinen Reden, wie z. B. auf der Synode von Attigny des Jahres 822, bei der Ludwig der Fromme auf Wunsch der Geistlichkeit einen öffentlichen Bußakt ausführte.

### Anti-jüdische Haltung
Agobard war einer der maßgeblichsten Feinde des Judentums seiner Zeit und verfasste zwischen den Jahren 822 bis 830 mehrere antijüdische Schriften. Darin prangerte er vor allem die am Hofe Ludwigs des Frommen herrschende judenfreundliche Politik an. Die Juden erhielten als wichtige Handelsvertreter im Karolingerreich zahlreiche Privilegien, darunter das Recht auf inländischen Sklavenhandel. Auch hatten sie einen eigenen Beamten, den sogenannten „Judenmeister“ (magister Judœorum), der sich allein mit den Belangen der Juden beschäftigte. An Ludwigs Hof hatte sich außerdem unter Kaiserin Judith eine judenfreundliche Partei zusammengefunden, zu der u. a. der Judenmeister Eberard und Rabanus Maurus zählten. Agobard ging entschieden gegen sie vor und sprach sich offen für die Durchsetzung der kanonischen Gesetze aus. Nach diesen wären die Juden wie unter der merowingischen Herrschaft in ihren Freiheiten beschränkt worden, wodurch sie wieder eine niedrige gesellschaftliche und rechtliche Stellung eingenommen hätten. Diese Forderung entsprach der damals geläufigen Kirchenlehre und der Meinung einer Mehrheit der Geistlichkeit dieser Zeit, welche in der bevorzugten Behandlung der Juden eine Gefahr für das Christentum sahen.
Im Jahr 827 erreichte die Streitfrage um die Begünstigung der Juden ihren Höhepunkt, als Agobard die entflohene Sklavin eines Lyoner Juden taufte und ihre Auslieferung verweigerte. Die Juden der Stadt wandten sich daraufhin an den Judenmeister Eberard, während Agobard Unterstützung bei der kirchlichen Partei am Hofe suchte, deren prominenteste Vertreter Wala, Abt von Corvey, und Hilduin, Abt von Saint-Denis, waren. Schließlich wurde der Fall dem Kaiser vorgelegt, welcher als Resultat den Juden von Lyon Schutzbriefe (Indiculi) zugestand, während Agobard unter Strafandrohung aufgefordert wurde, seine judenfeindlichen Predigten einzustellen. Dieser ignorierte diese Anordnung, woraufhin Eberard zwei Kommissare nach Lyon entsenden musste. Agobard wandte sich daraufhin mit Sendeschreiben an die Bischöfe des Reiches, in denen er sie aufforderte, vor dem Kaiser gegen die Juden aufzutreten. An Bischof Nibridius von Narbonne schrieb er:

„Dir ist ebenfalls bekannt, dass alle, die dem jüdischen Gesetz unterstehen, unter einem Fluche stehen, dass dieser Fluch an ihnen haftet wie ein Kleid, dass dieser Fluch wie Wasser in ihr Inneres und wie Öl in ihre Gebeine dringt. Dir ist auch bekannt, dass sie verflucht sind in der Stadt, verflucht auf dem Lande, verflucht beim Eingange wie beim Ausgange, dass verflucht ist die Frucht ihres Leibes, Landes und Viehs, verflucht ihre Vorräte, Speicher, Vorratskammern, Nahrung und selbst deren Überreste.“

Schließlich veranstaltete er 829 sogar ein Konzil in Lyon, als dessen Ergebnis ein Synodalschreiben („De judaïcis superstitionibus“) an den Kaiser gesandt wurde, um diesen von der Sündhaftigkeit und Gefährlichkeit der Judenbegünstigung zu überzeugen. Letztlich erwiesen sich alle seine Bemühungen in dieser Sache allerdings als erfolglos.

### Politisches Wirken
Wie viele der Geistlichen seiner Zeit war auch Agobard ein Vertreter der religiös aufgeladenen Reichseinheitsidee, der die Vorstellung zugrunde lag, es gäbe nur einen Gott, nur einen Glauben, nur eine Kirche, also auch nur ein Reich und ein Reichsoberhaupt. Er trat dementsprechend für die ordinatio imperii von 817 ein, nach der Ludwigs erstgeborener Sohn Lothar I. der alleinige Nachfolger seines Vaters war. Als Judith, die zweite Frau Ludwigs, durchsetzte, diese Erbregelung nach altfränkischen Gesetzen zugunsten ihres eigenen Sohnes Karl zu verändern, stellte sich Agobard auf die Seite der Reichseinheitspartei und damit aufseiten Lothars und gegen Ludwig den Frommen.
Ob er schon an dem Aufstand von 830 beteiligt war, ist nicht bekannt. Es steht allerdings fest, dass er während Ludwigs Entmachtung 833 neben Erzbischof Ebo von Reims einen großen Anteil an der Verbannung Ludwigs ins Kloster Saint-Médard in Soissons hatte. Als Ludwig 834 wieder an die Macht gelangte, musste Agobard zusammen mit Lothar nach Italien fliehen und wurde 835 auf dem Konzil von Thionville offiziell seines Amtes enthoben. Dieses hatte dann für zwei Jahre Amalarius inne, bis dieser wegen Ketzerei angeklagt wurde. Agobard hatte sich in der Zwischenzeit wieder mit dem Kaiser ausgesöhnt und erhielt 837 seinen Bischofsstuhl zurück. Agobard begleitete Ludwig den Frommen wahrscheinlich 839 auf dessen Zug nach Aquitanien und blieb nach dem Aufbruch des Kaisers im Gefolge Karls des Kahlen, wo er dann in der Saintonge am 6. Juni 840 verstarb.

## Agobards Nachwirkung und Ehrung
„Die Nachwirkung seines Werkes im MA war gering; das 19. Jh. sah in ihm v. a. den Vertreter eines religiösen Rationalismus (siehe Theologischer Rationalismus), machte ihn aber auch zu einem Vorläufer der Reformatoren des 14.–16. Jh. (siehe Reformation). Bis in die Gegenwart heftig umstritten blieb seine Haltung gegenüber den Juden.“

In Lyon wird Agobard als Heiliger verehrt. Seine Lebensgeschichte wurde von den Bollandisten veröffentlicht (siehe Acta Sanctorum), obwohl seine Kanonisierung umstritten ist. St. Agobards Festtag ist der 6. Juni.
Agobard war der erste Eigentümer des deshalb nach ihm benannten Codex Agobardinus, einer Sammlung der Werke von Tertullian aus dem 9. Jahrhundert. Agobard schenkte sie der Kathedrale Saint Stephen in Lyon, wo sie bis zur Mitte des 16. Jahrhunderts verblieb.

## Agobards Schriften (Auszug)
Agobards Schriften waren verloren geglaubt, bis Papirius Masson bei einem Buchhändler in Lyon ein Manuskript seiner Schriften zufällig wiederentdeckte. Das Manuskript wurde von ihm im Jahr 1605 veröffentlicht und ging nach seinem Tod in den Besitz der Bibliothek des französischen Königs über. Da Massons Edition einige Fehler beinhaltete, gab Étienne Baluze 1666 eine berichtigte Auflage anhand des Originalmanuskriptes heraus, zu dem er noch seine eigenen Notizen hinzufügte.
Die Schriften von Agobard fallen durch ihre übersichtliche, inhaltliche Anordnung, ihren klaren und lebendigen Ausdruck und ihr korrektes Latein auf und weisen Agobard damit als einen der besten Stilisten seiner Zeit aus. Sie zeugen außerdem von seinen Überzeugungen, seiner vielseitigen Bildung und seiner Belesenheit in den heiligen Schriften und dem damaligen Kirchenrecht. Sein Gesamtwerk, welches aus einer Reihe von Gelegenheitsschriften verschiedenen Inhalts besteht, steht im Dienst des Christentums und dessen Vereinheitlichung und Verteidigung. In diesem Sinne lässt sich sowohl sein antijüdisches als auch sein theologisches, aufklärerisches und politisches Wirken begreifen.

### Schriften gegen Aberglauben und theologischen Inhalts
- De modo regiminis ecclesiastici (Hirtenbrief, zu Beginn seines Wirkens als Erzbischof von Lyon veröffentlicht)[1]
- De dispensatione rerum ecclesiasticarum, de iure et privilegio sacerdotii (Schrift zur Verfechtung der Ansprüche des Klerus)[5]
- „On Hail and Thunder“ (Englische Übersetzung eines Textes gegen Wetterbeschwörung von W. J. Lewis)
- „On the Deception of Certain Signs“ (Englische Übersetzung eines Textes gegen den Aberglauben an Besessenheit von W. J. Lewis)

### Anti-jüdische Schriften
- Epistola ad proceres Palatii Walam et Hilduin (Sendschreiben an den Abt Wala und Hilduin, wahrscheinlich nach 826)
- Consultatio ad Adalhardem, Walam et Helisachar (Schrift an Adalhard, Wala und Helisachar, wahrscheinlich nach 826; englische Übersetzung „On the Baptism of Slaves Belonging to Jews“ von W. L. North)
- Ad Nibridium (Sendschreiben an den Bischof Nibridius von Narbonne, wahrscheinlich vor 829)
- De Insolentia Judœorum („Von der Anmaßung der Juden“, an Ludwig den Frommen, wahrscheinlich 829; englische Übersetzung „On the Insolence of the Jews“ von W. L. North)
- De judaïcis superstitionibus („Vom Aberglauben der Juden“, verfasst von Agobard, Bischof Bernhard von Brienne und Bischof Eaof von Châlons; Synodalschreiben von 829)[14]

### Politische Schriften
- Liber adversus legem Gundobadi (Schrift zur Aufhebung des burgundischen Volksrechts zugunsten eines einheitlichen Reichsrechtes)[5]
- Epistola flebilis (Schrift von 833 an Ludwig den Frommen bzgl. der Beibehaltung der ordinatio imperii)[5]
- De comparatione utriusque regiminis
- Liber apologeticus (Pamphlet zur Verteidigung seines Handelns Ludwig dem Frommen gegenüber)[15]